# مایکل نبیل سند
مایکل نبیل سند یکی از مشهورترین وبلاگ‌نویس مصری است که عقایدش را در وبلاگش به سه زبان انگلیسی، عربی و عبری منتشر می‌کرد.

## زندگی‌نامه
نبیل در مه ۲۰۰۷ یک خانواده مسیحیان قبطی در اسیوط متولد شد.
خانواده نبیل هرگز ارتداد او را از مسیحیت نپذیرفتند.

## دستگیری
مایکل نبیل سند در پاییز سال ۲۰۱۰، به علت سرپیچی از خدمت سربازی به‌طور موقت بازداشت می‌شود. ۶ ماه بعد در روز ۲۸ مارس ۲۰۱۱ مایکل نبیل دوباره دستگیر و کمی پس از دستگیری محاکمه شد. مایکل نبیل سند به اتهام «توهین به ارتش»، «انتشار اطلاعات غلط» و «به خطر انداختن امنیت عمومی» به سه سال زندان محکوم شد.
وی از روز ۲۲ اوت در زندانی در قاهره دست به اعتصاب غذا زد و یک هفته بعد، از نوشیدن مایعات و از پذیرش دارو برای درمان ناراحتی قلبی‌اش هم خودداری کرد. برادر او روز جمعه در مصاحبه با دیلی نیوز اجیپت گفت که مایکل در کماست و در بهداری زندان به سر می‌برد.

## فعالیت‌ها
مایکل نبیل سند با استناد به تحقیقاتی بی‌نظیر که خود انجام داده، «این افسانه» را که «اسطورهٔ ارتش» در نبردی شانه به شانهٔ ملت مصر تا آزادی می‌جنگد، پاره‌پاره می‌کند. او می‌نویسد: «این افسانه واقعیت ندارد» و ادامه می‌دهد، «انقلاب تا این مرحله تنها موفق شده‌است که مصر را از دست دیکتاتور برهاند نه از دست دیکتاتوری.»
مایکل نبیل با جزئیات فراوان تلاش می‌کند که ثابت کند ارتش در جریان انقلاب چگونه در نمونه‌های متعدد کوشیده تاکتیک و ادبیات خود را تغییر دهد، اما در پست پرده با مشت آهنین همچنان در حال سرکوب است. مایکل اشاره می‌کند: «در همدستی با نیروهای امنیتی و اطلاعاتی و باندهای تبهکار هزاران معترض مصری ناپدید، شکنجه و مورد تجاوز قرار گرفتند.» مایکل نبیل در فوریه هم به‌طور موقت دستگیر شده بود. مورد ضرب و شتم قرار گرفته و تهدید به شکنجه و تجاوز شده بود. او نوشتهٔ وبلاگی خود را با این جمله به پایان برد که: «من همهٔ این‌ها را نمی‌نویسم برای این‌که انتقام بگیرم. می‌نویسم که مردم بدانند، اگر انقلابشان شکست بخورد چه در انتظار آنهاست.»